# Wschodnia Jerozolima
Wschodnia Jerozolima (hebr. ‏מִזְרָח יְרוּשָׁלַיִם‎ trb. Mizrach Jeruszalajim, arab. ‏القدس الشرقية‎, trl. Al-Quds aš-Šarqiyya, trb. Al-Kuds asz-Szarkijja) – północno-wschodnia i wschodnia część Jerozolimy, która podczas wojny izraelsko-arabskiej (1948) została zajęta przez Jordańczyków, a podczas wojny sześciodniowej (1967) zajęta przez Izraelczyków; obejmuje obszar Starego Miasta z najświętszymi miejscami judaizmu, chrześcijaństwa i islamu.
Po 1967 r. obszar Wschodniej Jerozolimy został włączony do obszaru administracyjnego Jerozolimy. Przed 1967 r. Wschodnia Jerozolima zajmowała powierzchnię około 6,4 km², obecnie, po rozszerzeniu obszaru osiedli podmiejskich, zajmuje powierzchnię około 70 km².

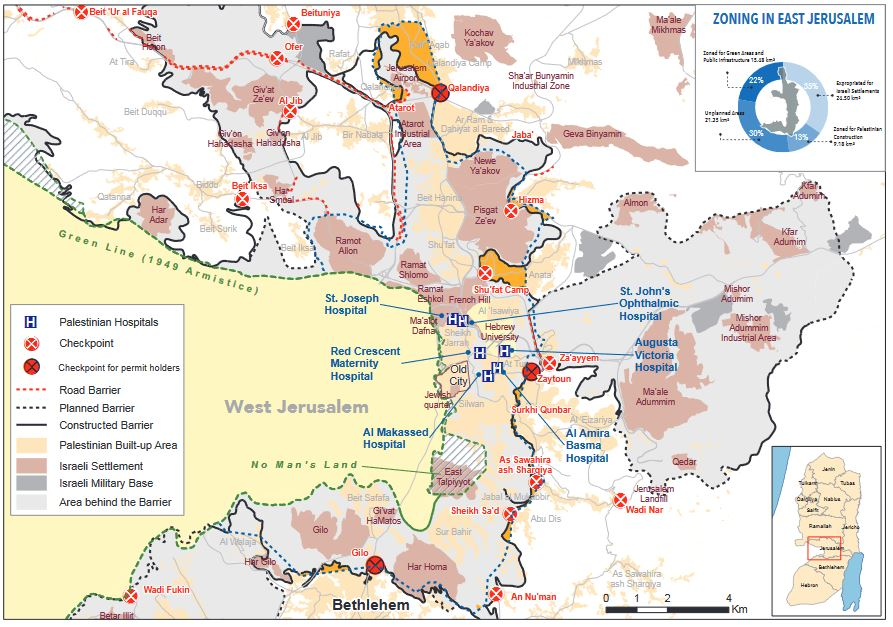
Mapa Wschodniej Jerozolimy (2017)

## Historia
29 listopada 1947 roku Zgromadzenie Ogólne Organizacji Narodów Zjednoczonych przyjęło rezolucję nr 181 o podziale Mandatu Palestyny na dwa państwa: żydowskie i arabskie. Plan ONZ przewidywał utworzenie z Jerozolimy strefy międzynarodowej, która nie byłaby częścią żadnego państwa. Jednak podczas wojny izraelsko-arabskiej w 1948 walki objęły teren miasta, które w ten sposób zostało podzielone między walczące strony. Wschodnia Jerozolima została zajęta przez Jordańczyków, a Zachodnia Jerozolima przez Izraelczyków.
Po zdobyciu Starego Miasta Jordańczycy wyrzucili z zajętej części miasta prawie wszystkich Żydów. Równocześnie starano się zniszczyć wszystkie ślady żydowskiego dziedzictwa w Jerozolimie, wyburzając znaczną część Dzielnicy Żydowskiej z zabytkowymi synagogami. Sprofanowano starożytny cmentarz żydowski na Górze Oliwnej, a nagrobków użyto do budowy dróg i placów. Zniszczone zostały także żydowskie wioski Atarot i Newe Ja’akow, położone na północ od Jerozolimy (po 1967 tereny te stały się dzielnicami miasta). Jednocześnie do Wschodniej Jerozolimy napłynęły tysiące arabskich uchodźców ze zniszczonych arabskich wiosek.
W 1950 Wschodnia Jerozolima razem z Zachodnim Brzegiem zostały włączone w terytorium Jordanii. Jednakże aneksja Zachodniego Brzegu została uznana jedynie przez Wielką Brytanię, która nie zaakceptowała aneksji Wschodniej Jerozolimy. Pod jordańskim panowaniem poważnie zmalało znaczenie miasta, ponieważ utraciło ono powiązania handlowe z wybrzeżem Morza Śródziemnego. Spowodowało to spadek liczby ludności, a wielu kupców i przedsiębiorców przeniosło się do Ammanu. Z drugiej strony Wschodnia Jerozolima pozostawała ważnym ośrodkiem życia religijnego islamu. W 1960 Jordania ogłosiła Wschodnią Jerozolimę swoją drugą stolicą, jednak Stany Zjednoczone i wiele innych państw nie zaakceptowały tego. W latach 60. XX wieku nastąpiło pobudzenie gospodarcze Wschodniej Jerozolimy. Rozwijała się turystyka i rosła liczba pielgrzymów przybywających do świętych miejsc swoich religii, jednak Żydzi mieli zamknięty dostęp do Starego Miasta.
W 1966 rząd Jordanii zaakceptował plan poszerzenia obszaru Wschodniej Jerozolimy o tereny okolicznych miasteczek i wiosek, które miały być zintegrowane w jeden obszar metropolitalny. Do realizacji tego planu jednak nie doszło, ponieważ podczas wojny sześciodniowej w 1967 Izraelczycy zajęli Zachodni Brzeg ze Wschodnią Jerozolimą. Izrael zrealizował własną koncepcję poszerzenia terytorium Jerozolimy, łącząc Zachodnią Jerozolimę ze Wschodnią Jerozolimą (6,4 km²) i dodatkowo przyłączając do miasta obszar 64 km² okolicznych miasteczek i wsi. Te działania pominęły kilka podmiejskich dzielnic Wschodniej Jerozolimy i doprowadziły do podzielenia kilku wiosek. Izraelskie władze pozostawiły święte miejsca Islamu (Wzgórze Świątynne z meczetami) pod kontrolą muzułmańskiego Waqfu. Podczas pracy związanych z odbudową Dzielnicy Żydowskiej wyburzono wiele domów, tworząc plac przy Zachodnim Murze.
Po wybuchu palestyńskiego powstania Intifady Izraelczycy podjęli decyzję o budowie bariery bezpieczeństwa, która oddzieliła Wschodnią Jerozolimę od terytorium Autonomii Palestyńskiej. W wielu miejscach mur podzielił podmiejskie dzielnice oraz wioski. Budowa bariery wywołała wiele dyskusji i kontrowersji na całym świecie.

## Status Jerozolimy
30 czerwca 1980 izraelski parlament Kneset uchwalił ustawę Podstawowe Prawo Jerozolimy, która stwierdza, że zjednoczona Jerozolima jest stolicą Izraela, co oznacza, że jest ona siedzibą prezydenta, parlamentu, rządu i Sądu Najwyższego oraz że święte miejsca wszystkich religii są tu nietykalne, a Izrael zobowiązuje się zapewnić swobodny dostęp do nich. Społeczność międzynarodowa nie uznaje tego aktu i ambasady większości państw znajdują się w Tel Awiwie.
Roszczenia do Wschodniej Jerozolimy zgłaszają Palestyńczycy, uznający ją za stolicę ich przyszłego, niepodległego państwa. Konstytucja Organizacji Wyzwolenia Palestyny z 1968 roku określiła Jerozolimę jako „siedzibę OWP”. Spór o status Jerozolimy jest jednym z powodów konfliktu izraelsko-palestyńskiego.
W grudniu 2017 prezydent Donald Trump oficjalnie uznał Jerozolimę za stolicę Izraela i wydał Departamentowi Stanu polecenie rozpoczęcia procedury przenoszenia amerykańskiej ambasady do tego miasta, na mocy uchwalonej w 1995 ustawy o ambasadzie w Jerozolimie.

## Opis dzielnicy
Wschodnia Jerozolima w rzeczywistości jest położona w północnej i północno-wschodniej części Jerozolimy, na północ od murów Starego Miasta. Jej granice wyznaczają na południu mury miejskie starówki oraz położone przy nich bulwary Hatzanhanim i Suleiman. Wschodnią granicę wyznacza Góra Skopus. W północno-wschodniej części dzielnicy znajduje się Ha-Moszawa ha-Amerika’it, zbudowana w latach 80. XIX wieku. Ha-Moszawa ha-Amerika’it została założona przez chrześcijan z Ameryki Północnej i do tej pory zachowała swój zdecydowanie zachodni charakter. Znajduje się tutaj konsulat Stanów Zjednoczonych oraz siedziba YMCA. Zachodnią granicę wyznacza dzielnica ortodoksyjnych Żydów, Me’a Sze’arim.

## Najważniejsze budynki

### Muzea
- Muzeum Rockefellera – mieści jeden z najbogatszych zbiorów archeologicznych w Jerozolimie.
- Instytut Sztuki Islamskiej – prezentuje eksponaty sztuki islamskiej, w tym tkaniny, biżuterię, przedmioty świąteczne i inne.
- Muzeum Holocaustu – znajduje się na wzgórzu Syjon. Posiada bogatą kolekcję literatury antysemickiej.

### Kościoły
- Katedra św. Jerzego – kościół anglikański, wybudowany w 1898.
- Kaplica św. Polieuktusa – ormiańskie sanktuarium z posadzką mozaikową z XV wieku.
- Kościół Konania – nazywany też Kościołem Wszystkich Narodów, położony na Górze Oliwnej.
- Kościół Wniebowstąpienia – zamknięty kościół położony na Górze Oliwnej.
- Kaplica Wniebowstąpienia – według tradycji jest to miejsce wniebowstąpienia Jezusa Chrystusa. Jest ono położone na Górze Oliwnej.
- Kościół Paternoster – kościół i klasztor są prowadzone przez karmelitanki. Są one położone na Górze Oliwnej.
- Kościół Dominus Flevit – wybudowany w 1953 na ruinach wcześniejszego z V wieku, na Górze Oliwnej.
- Cerkiew św. Marii Magdaleny na Górze Oliwnej.
- Kościół św. Piotra in Gallicantu – wybudowany w 1931 na wzgórzu Syjon. Upamiętnia trzykrotne zaparcie się Apostoła Piotra.

### Inne obiekty
- Jaskinie Zedechiasza – system podziemnych tuneli o długości około 200 m, ciągnący się przy murach Starego Miasta. Według legendy, podczas podboju Jerozolimy przez babilończyków, w jaskiniach ukrywał się Zedechiasz z setkami Żydów.
- Grobowce Królów – zespół katakumb z I wieku. Sarkofagi z grobów znajdują się obecnie w muzeum w Luwrze, w Paryżu.
- Miasto Dawida – rozległe stanowisko archeologiczne położone na wzgórzu Ofel. Utworzono tutaj Ogród Archeologiczny Ofel.
- Getsemani – ogród oliwny, będący domniemanym miejscem nocnej modlitwy Jezusa Chrystusa przed ukrzyżowaniem.
- Kościół Grobu Najświętszej Marii Panny – podziemna krypta położona u podnóża Góry Oliwnej.
- Grób w Ogrodzie – kontrowersyjne, domniemane (w opinii niektórych protestantów i anglikanów) miejsce śmierci i pochówku Jezusa.

### Inne miejsca
- Góra Oliwna – jest położona na wschód od Wzgórza Świątynnego. Większość tutejszych gruntów wykupiły różne instytucje kościelne. Dlatego wybudowano tutaj liczne kościoły chrześcijańskie.
- Dolina Cedronu – dolina pomiędzy Wzgórzem Świątynnym a Górą Oliwną. Jej dnem w porze deszczowej płynie potok Nahal Kidron. Znajdują się tutaj liczne groby postaci biblijnych oraz zamożnych Żydów.
- Góra Skopus – na jej szczycie znajduje się Uniwersytet Hebrajski oraz szpital Hadassah.
- Wzgórze Amunicyjne – położone na północno-wschodnim skraju miasta wzgórze było wykorzystywane przez wojsko jordańskie jako stanowisko artylerii. Podczas wojny sześciodniowej w 1967 Izraelczycy zdobyli wzgórze, tracąc w walce 183 żołnierzy. Na wzgórzu utworzono muzeum-pomnik, ukazujący pole bitwy z 1967 roku, z zachowanym podziemnym punktem dowodzenia Jordańczyków.